# Église arménienne Sainte-Marie de Nice
L'église arménienne Sainte-Marie de Nice est un édifice religieux de l'Église apostolique arménienne situé à Nice en France, boulevard de la Madeleine.

## Histoire
La première pierre de l'édifice est posée le 17 août 1927. Il est consacré en janvier 1928 par Monseigneur Krikor Balakian, évêque des Arméniens de Marseille,,. Le financement de la construction a été assuré par une souscription publique dont le principal participant fut le bienfaiteur Dikran Tchamkerten.

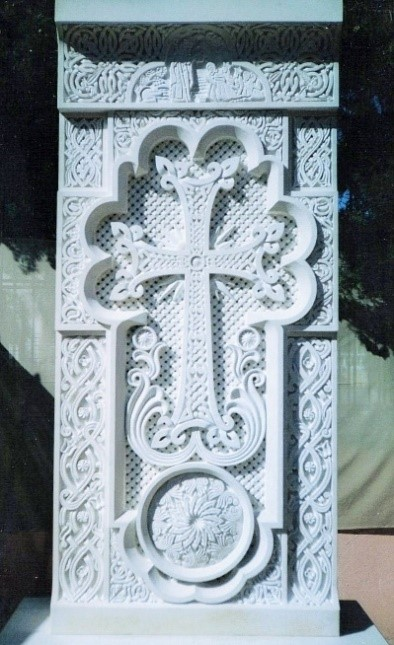
Katchkar sculpté par Albert Mkhitarian dans la cour de l'église